# 羅伯特·皮爾斯 (工程師)
羅伯特·皮爾斯（英語：Robert Peirce；1863年—1933年），是一位在生於英國的土木工程師，曾在馬來西亞檳城與新加坡等地擔任市政工程師。
羅伯特·皮爾斯生於1863年，在英國曼徹斯特學習而成為一位工程師。1933年，皮爾斯在直布羅陀去世。